# بلندمازو
بُلَندمازو، سیاه مازو درختی است برگ‌ریز از تیره بلوط‌ها که بومی جنگل‌های شمال ایران و قفقاز است. این درخت از انواع دیگر تیره بلوط فراوانتر است و وسعت زیادی از جنگلهای شمال ایران را فراگرفته‌است و به‌طور کلی در سراسر جنگلهای شمال ایران موجود است و تا ارتفاعات زیادی هم در جنگلها بالا می‌رود.
در شمال ایران با نام‌های مازومیری، موزی، سیاه‌مازو، اشپر و پالوت نیز شناخته می‌شود.

## رویشگاه
درخت بلندمازو ویژه جنگل‌های قفقاز و خزری و در جنگل‌های شمال ایران از جلگه‌های ساحلی تا ارتفاعات بالایی و از جنگل‌های هیرکانی ، مازندران (بین ساری و بهشهر، کُجُور، بین زانُوس و کینْچ، بین کینْچ و دشتِ نظیر، بین گَدُوک و عباس‌آباد، شرق چالوس، نوشهر، نکا، کره سنگ، بین بابلسر و نوشهر)، گلی‌داغ، گلستان و گردنه چناران تا آستارای گیلان پراکنده هستند.
جنگل‌های بلند مازو، پس از راشستان‌ها، باارزش‌ترین تیپ جنگلی شمال ایران به‌شمار می‌آیند و به دلیل مصارف مختلف صنعتی و سنتی، از دیرباز به‌شدت بهره‌برداری شده‌است.
بنابر آمار سازمان جنگل‌ها و مراتع در سال ۱۳۶۵، بلند مازو ۸٫۵ درصد حجم جنگل‌های شمال را تشکیل می‌داد که این مقدار در سال ۱۳۷۵ به ۸ درصد کاهش یافت.
در گرگان بلندمازو مناطق وسیعی را پوشانده‌است ولی در غرب گیلان به علت اسیدی بودن خاک، تعداد این درختان کمتر است.

## ویژگی‌ها
بلندای این درخت به ۳۵ متر می‌رسد و قطر تنه آن ۲٫۵ متر می‌شود. برگ‌های آن ۱۰ تا ۲۰ سانتیمتر درازا و ۳ تا ۵ سانتی‌متر پهنا دارند. میوه‌های آن با باد گرده‌افشانی می‌شوند.
میوه‌های بلندمازو بسیار تلخ‌اند ولی جیجاق‌ها و کبوترها و سنجاب‌ها آن‌ها را می‌خورند.
پوست تنه درخت بلندمازو و حتی برگ آن دارای مقدار زیادی «تانن» است که مقدار آن در ۸ تا ۲۵ سالگی به ۱۶ درصد می‌رسد. چوب این درخت، سخت و نفوذناپذیراست و برای تهیه تخته بشکه و در مصارف روستایی برای ساخت در و پنجره، ستون و تیر ساختمان به کار می‌رود.
تانن بلندمازو در چرم‌سازی نیز کاربرد دارد و در قدیم و در هنگام قحطی، ساکنان مناطق کوهستانی ایران از بذر این درخت نوعی نان درست می‌کردند.